# 바비: 프린세스 참 스쿨
바비: 프린세스 참 스쿨(Barbie: Princess Charm School)은 미국, 캐나다, 영국에서 제작된 Zeke Norton 감독의 2011년 가족, 애니메이션, 판타지 영화이다. 켈리 쉐리던 등이 주연으로 출연하였고 킴 덴트-와일더 등이 제작에 참여하였다.

## 출연

### 주연
- 켈리 쉐리던/양정화 (말투)/조유리 (성) 블레어 윌로우스
- 모웨나 뱅스
- 니콜 올리버/송도영 데임 디비나

### 조연
- 브리트니 윌슨
- 알리 리버트/소연 (포르티아)/정윤정 (성우) (해들리)
- 섀넌 찬-켄트/여민정

## 같이 보기
- 바비 (애니메이션 영화 시리즈)